# دیلما
دیلما (انگلیسی: Dilmah) نام یک برند از چای سیلان است. این شرکت در سال ۱۹۷۴ توسط مریل جی. فرناندو تأسیس شد. نام دیلما با ترکیب حروف اول نام فرزندان فرناندو، دیلان و مالیک انتخاب شد. چای دیلما در بیش از ۱۰۰ کشور از جمله استونی، انگلستان، ترکیه، لیتوانی، پاکستان، لهستان، روسیه، مجارستان، کانادا، شیلی، آفریقای جنوبی، استرالیا، اندونزی، ژاپن و نیوزیلند در دسترس است.